# Pavel Wittenburg
Pavel Vladimirovitch Wittenburg (Павел Владимирович Виттенбург), né le 9 février 1884 à Vladivostok et mort le 29 janvier 1968 à Léningrad, est un géographe, géologue et professeur russe et soviétique qui fut explorateur polaire.

## Biographie
Il naît dans une famille d'ascendance allemande dont le père est employé au télégraphe. Il fait ses études secondaires à Libau à partir de 1899 et entre en 1905 à l'université de Tübingen qu'il termine en 1909 avec le titre de doctorant en sciences naturelles. Il se marie en 1910 avec Zinaïda Ivanovna Razoumikhina, étudiante en médecine. En 1912, naît leur fille aînée, Veronika. Il entre la même année à l'Institut de géologie de l'Académie des sciences de Russie et reçoit son titre de magister en géologie et en géognosie de l'université de Iouriev. Il participe à plusieurs expéditions: en 1912 à l'expédition de l'Oussouri pour effectuer des explorations géologiques de la péninsule Mouraviov de l'Amour; en 1913 à l'expédition de l'île de Spitzberg, commandée par l'Académie des sciences; en 1917 à l'expédition de l'Extrême-Orient russe; en 1918 dans le Mourman du Nord. En 1916, il reçoit le titre de magister de l'université de Kharkov.
En 1918, il met sur pied une école d'ouvriers au village d'Olguino où se trouve sa datcha. Il est arrêté plusieurs fois par la Tchéka pendant l'année 1919, alors qu'il travaille à l'Institut de géographie. Il part pour une deuxième expédition dans le Mourman du Nord en Laponie en 1920. En mars 1921, il est arrêté en qualité d'otage dans le cadre de la révolte de Kronstadt. Ensuite une fois libéré, il effectue des recherches en Nouvelle-Zemble, dans la péninsule de Kola et ses alentours. Sa fille Evguenia naît en 1922. Il repart pour l'Oussouri en 1923. À son retour, l'Institut de géologie déménage dans un nouveau bâtiment. Il en est nommé pro-recteur en 1925.
Il est envoyé en 1926 en Norvège, en Suède et en Allemagne et participe à la deuxième conférence pansoviétique de géologie de Kiev.
Il est de nouveau arrêté le 15 avril 1930 dans le cadre de l'Affaire de l'Académie (1929-1931), tandis que sa maison d'Olguino est fouillée. Il est emprisonné jusqu'en février 1931 à la prison de la Chlaperka de Léningrad, puis à celle de Kresty où il doit subir de fréquents interrogatoires nocturnes. Il est condamné le 10 février à être fusillé, mais sa peine est commuée en dix ans de camp de travail, tandis que tous ses biens sont confisqués. Il est envoyé au chantier des forçats du canal de la mer Blanche. Sa fille aînée est exclue de l'École des mines. Il parvient à travailler comme géologue au camp de travail et étudie les sols de la péninsule de Iougogorsk à l'été 1933. L'été de l'année suivante, sa femme obtient la permission de devenir médecin volontaire au camp. À l'hiver 1934-1935, il poursuit des explorations concernant les fluorites de la région d'Amderma, où il est désormais basé. Il est libéré avant terme en juillet 1935 grâce à ses travaux polaires.
En 1936-1938, il dirige une expédition dans la péninsule de Taïmyr, puis à partir de janvier 1939, il est employé comme géologue à l'Institut arctique et l'année suivante à l'Institut géologique du développement du Nord. Il travaille dans la péninsule de Vaïgatch. En octobre 1941, l'expédition est évacuée à cause de la présence de sous-marins allemands. Sa famille est évacuée de Léningrad assiégée et s'installe à Arkhangelsk, puis en 1942 à Syktyvkar. Wittenburg part en voyages d'études à Oukhta et à Vorkouta. Il donne des cours à l'université de Carélie qui est évacuée à Syktyvkar.
L'année 1944 est marquée par une expédition dans l'Oural polaire. En 1945, après la guerre, il retourne à l'Institut arctique et rentre à Léningrad l'année suivante où il reçoit son titre de docteur ès sciences minéralogiques et géologiques. Il prend sa retraite en 1951.
Il est réhabilité en 1957 et s'investit dans la Société géographique. Sa femme meurt en 1962.
Il meurt en 1968 à Léningrad et il est inhumé au cimetière de Zelenogorsk.